# 보이즈 온 더 런
《보이즈 온 더 런》(일본어: ボーイズ・オン・ザ・ラン 보이즈온자란[*])은 하나자와 켄고의 일본 만화이다. 2005년부터 2008년까지 만화 잡지 《빅 코믹 스피리츠》에 연재되었으며 단행본은 10권으로 구성되어 있다.
2010년에는 실사 영화가 개봉됐으며, 2012년에는 TV 아사히에서 텔레비전 드라마로 방송되었다.

## 영화
일본에서는 2010년 1월 30일 개봉. 주인공의 '타니시 토시유키'을 연기하는 것은, 미네타 카즈노부. 평소 원작의 팬임을 공언한 미네타는 본작을 위해 주제가 "보이즈 온 더 런"을 직접 쓰기도 했다. 그외 쿠로카와 메이, YOU, 마츠다 류헤이, 코바야시 카오루, 릴리 프랭키 등이 출연하였다.
감독, 각본은 미우라 다이스케. 미우라는 상업 영화에서는 본작이 처음이다. 배급은 팬텀 필름.

## 텔레비전 드라마
드라마는 2012년 7월 6일부터 9월 7일까지 TV 아사히의 '금요 나이트 드라마' 범위로 방송되었다. 주연의 마루야마 류헤이는 이번 작품이 연속 드라마 첫 주연이다.

### 출연진
- 마루야마 류헤이
- 타이라 아이리
- 사이토 타쿠미
- 우에다 타츠야
- 미나미 아키나
- 사토 에리코
- 진나이 타카노리

### 제작진
- 원작 : 하나자와 켄고 "보이즈 온 더 런"
- 각본 : 타카하시 유야
- 음악 : 카이다 쇼고
- 연출 : 츠네히로 죠타(TV 아사히), 카라키 노리히로(5년 D조), 히구라시 켄(5년 D조)
- 조연출 : 히구라시 켄
- 타이틀 엔딩 티저 : 쿠마모토 나오키, 사카모토 치카노리
- 음향 효과 : 이와사키 신스케
- CG : 타사키 쇼이치 (NAKED INC.)
- 제너럴 프로듀서 - 우치야마 세이코 (TV 아사히)
- 프로듀서 - 나카고미 타쿠야 (TV 아사히), 야마다 켄지 (TV 아사히), 오오타 마사하루 (5년 D조)
- 제작 협력 - 5년 D조
- 제작 : TV 아사히

### 주제가
- 칸쟈니 ∞ - 〈아옷빠나〉

## 방영날짜 및 부제·시청률
| 각 화                                     | 방송일          | 부제                          | 시청률 |
| ----------------------------------------- | --------------- | ----------------------------- | ------ |
| episode#1                                 | 2012년 7월 6일  | Happy Birthday                | 7.5%   |
| episode#2                                 | 2012년 7월 13일 | 건배                          | 5.4%   |
| episode#3                                 | 2012년 7월 27일 | 선전 포고                     | 7.3%   |
| episode#4                                 | 2012년 8월 3일  | 한낮의 결투                   | 3.9%   |
| episode#5                                 | 2012년 8월 10일 | 당신이 좋아                   | 4.1%   |
| episode#6                                 | 2012년 8월 17일 | 나쁜 여자                     | 6.1%   |
| episode#7                                 | 2012년 8월 24일 | 돌아온 남자                   | 6.4%   |
| episode#8                                 | 2012년 8월 31일 | 사랑과 주먹과 후쿠자와 유키치 | 5.7%   |
| last episode                              | 2012년 9월 7일  | 라스트 런                     | 6.3%   |
| 평균 시청률: 5.9%                         |                 |                               |        |
| (시청률은 간토 지방·비디오 리서치사 조사) |                 |                               |        |